# Храм Різдва Пресвятої Богородиці (Осоївці)
Храм Різдва Пресвятої Богородиці — православна церква в селі Осоївка (Сумська область).
У селі Осоївці, там, де сьогодні розташовані шкільні приміщення, в минулому столітті височіла мальовничо обсаджена ошатними деревами й плодовим садом церква. За переказами старожилів спочатку осоївці збудували зруб майбутньої дерев'яної церкви в лісі с. Марченки. Його перевезли в Осоївку та побудували церкву. Згодом громада села, розбагатівши, побудувала та освятила кам'яний храм на честь Різдва Пресвятої Богородиці.
Згідно з християнським переказом, святі батьки Яким і Анна жили в Назареті. До глибокої старості вони не мали дітей. Тим тяжко мучилися, подовгу постилися і ревно молилися. Урешті їх молитви були почуті Богом. І ось одного разу перед ними з'явився ангел і передав звістку, що Бог пошле їм доньку, яка принесе радість усім людям. Через рік Анна народила дівчинку, якій дали ім'я Марія. У 24 роки Діва Марія народила Сина Божого Ісуса Христа.
21 вересня за православним календарем відзначається свято Різдва Богородиці. У народі він ще іменується Друга Пречиста. 21 вересня в Осоївці відзначається храмове свято. На Другу Пречисту колись у село звідусіль галасливим потоком стікалися люди. Приїжджали родичі й близькі, просто хороші знайомі до осоївців, бо це було вселенське свято духовності, воно ріднило всіх, зближувало, примиряло ворогів, угамовувало чвари. Дзвеніли пісні, закликали до танку музики, збуджували народну душу веселощі.
Немає тепер в Осоївці того храму, його зруйнували в часи погромів у боротьбі з релігією й вірою християнською. В шкільномуісторико-краєзнавчому музеї збереглися ікона з храму Різдва Пресвятої Богородиці. Тепер про храм в пам'яті народній все стерлося. Навіть важко встановити рік, коли його збудували. Згадкою про цей витвір невідомого нині зодчого залишилося храмове свято. Та ще залишилися будівлі парафіяльної школи. А парафіян в Осоївці у 1897 р., наприклад, було 2137 чоловік.
До 1901 року школа була в будинку, який був поділений на дві половини. В одній половині (від двору) поміщалась церковна сторожка, а в другій (від лугу) — школа. Школа іменувалась «Осоївське трьохкласне земське училище». У школі навчалось лише до 40 учнів, з яких половина сиділа за партами, а решта стояла через відсутність парт. Навчання проводилось російською мовою. Навчали дітей настоятель храму (прізвище та ім'я невідомі) і учитель Розумовський Костянтин Павлович. В 1899 році біля церкви на кошти земства почалось будівництво школи, а в 1901 році закінчено. Земська школа мала дві класні кімнати і квартиру, в якій жив учитель. Навчали під наглядом священика два вчителі — Розумовський Костянтин Павлович і Коростелев Семен Євдокимович. У школі вчили закон божий, читання, писання і арифметику. Більшість учнів, які мали змогу відвідувати школу, провчившись одну — або заледве дві зими змушені були залишати школу і йти працювати в господарстві дома або в куркуля. Незначній частині учнів вдалось закінчувати школу. Але й тим, що закінчували початкову школу, вступ до гімназії чи іншого я когось закладу був обмежений, за винятком дітей сільських багатіїв.